# Ашчъсу (Павлодарска област)
Ашчъсу (на казахски: Ащысу; на руски: Ащысу) е временна река, протичаща по територията на Казахстан (Павлодарска област). Дължина 348 km (по други данни 276 km). Площ на водосборния басейн 7420 km².
Река Ашчъсу води началото си от най-високите части на Казахската хълмиста земя, в крайната южна част на Павлодарска област, на 633 m н.в.. Тече през северната част на Казахската хълмиста земя, в горното и средното течение на север, а след село Карашоки – на изток в широка около 7,5 km долина. Ежегодно пресъхва почти по цялото си протежение, като само през пролетта, по време на снеготопенето се влива от запад в езерото Алкамерген. Има предимно снежно подхранване. Основни притоци: Жартас, Куртиозек (леви). Среден годишен отток при село Тендик 0,44 km³/s. Замръзва от ноември до април.